# Minna-Maria Kangas
Minna-Maria Kangas (Oulu, 5 februari 1983) is een Fins wielrenster. Anno 2023 rijdt ze bij de Belgische ploeg Baloise-WB Ladies.
In 2019 en 2020 werd Kangas Fins nationaal kampioene tijdrijden op de weg. In 2020 werd ze tevens nationaal kampioene op de wegrit en in het veldrijden. Ook won ze in 2018 de eerste etappe in de Zweedse wielerwedstrijd de Ronde van Uppsala.

## Palmares
2016
 Fins kampioenschap op de baan, ind. achtervolging
2017
 Fins kampioenschap op de weg
2018
1e etappe Ronde van Uppsala
2019
 Fins kampioene tijdrijden
 Fins kampioenschap op de weg
2020
 Fins kampioene tijdrijden
 Fins kampioene op de weg
 Fins kampioene veldrijden
2021
 Fins kampioenschap tijdrijden
 Fins kampioenschap op de weg
- World Athletics: 14259458